# Laureano Ladrón de Guevara
Laureano Ladrón de Guevara Romero más conocido como Laureano Guevara (Molina, 18 de junio de 1889-Santiago de Chile, 21 de noviembre de 1968) fue un pintor, grabador y muralista chileno.

## Biografía
Inició sus estudios artísticos en Liceo de Valparaíso, donde fue discípulo de Juan Francisco González con quien aprendió dibujo. Posteriormente, realizó estudios de Leyes y Arquitectura, los cuales abandonó para ingresar a la Escuela de Bellas Artes de la Universidad de Chile, donde fue alumno de José Mercedes Ortega, Fernando Álvarez de Sotomayor, Alberto Valenzuela Llanos, Ricardo Richon-Brunet y Pedro Lira. Fue uno de los integrantes de la Generación del 13. 
Después de obtener el reconocimiento de su obra y con el dinero obtenido en su primera exposición, viajó a Europa en 1924 para dedicarse al estudio de las técnicas de la pintura al fresco y el grabado. Inspirado por Paul Cézanne, se adhirió a los movimientos de renovación de la pintura francesa y fue gran admirador de los artistas cubistas. En Dinamarca estudió la técnica del vitral. De regreso al país en 1927, fue profesor de Grabado en la Escuela de Bellas Artes. Viajó por segunda vez a Europa junto al grupo de becados de 1928, formando parte de la denominada Generación del 28. En España se interesó por la pintura mural de la cual llegó a ser destacado cultor y maestro, creando a su regreso a Chile en 1932 el curso de pintura mural en la Escuela de Bellas Artes. Fue profesor de dicha escuela por más de treinta años.
En sus obras recrea el paisaje costero y campestre, la naturaleza muerta, retratos y escenas costumbristas, a través del lápiz, tinta, sanguina, carboncillo, óleo, acuarela, pintura al fresco, murales y vitrales. Destaca por la fuerza de su dibujo y la recreación de atmósferas íntimas y melancólicas a través de un colorido que caracterizó a la Generación del Trece y donde dominan los tonos pasteles y terrosos. 
A las numerosas distinciones que recibió durante su vida, destaca el premio obtenido en la Exposición Iberoamericana de Sevilla en 1929, compartido con Arturo Gordon. Las obras galardonadas se encuentran desde 2001, en la Universidad de Talca. Recibió el Premio Nacional de Arte otorgado por el gobierno chileno en 1967.

## Distinciones
- 1919: Tercera Medalla del Salón Oficial, Santiago, Chile.
- 1920: Tercera Medalla Sección Arte Decorativo, Salón Oficial, Santiago, Chile.
- 1923: Segunda Medalla Sección de Arte Decorativo, Salón Oficial, Santiago, Chile.
- 1927: Mención Honrosa Sección de Arte Aplicado, Salón Oficial, Santiago, Chile.
- 1929: Medalla de Oro, Exposición Internacional de Sevilla, España.
- 1931: Mención Honrosa del Salón Oficial, Santiago, Chile.
- 1937: Premio Ilustre Municipalidad de Santiago Ex aequo, Santiago, Chile; Premio Certamen Edwards, Salón Oficial, Santiago, Chile.
- 1941: Primer Premio Pintura Mural Comité IV Centenario, Chile; Premio de Segunda Categoría en Arte Aplicado, Chile.
- 1949: Premio de Honor, XVI Salón de Verano, Viña del Mar, Chile.
- 1956: Premio de la Crítica, Santiago, Chile.
- 1957: Premio de Honor del Salón Oficial, Santiago, Chile.
- 1967: Premio Nacional de Arte, Santiago, Chile.